# Ricarville-du-Val
Ricarville-du-Val è un comune francese di 162 abitanti situato nel dipartimento della Senna Marittima nella regione della Normandia.

## Società

### Evoluzione demografica
Abitanti censiti